# Gus Touchard
Gustave F. Touchard, né le 11 janvier 1888 à New York et mort le 5 septembre 1918 à Toronto, est un joueur de tennis américain du début du XXe siècle.
Il a remporté le double messieurs aux Internationaux des États-Unis (aujourd'hui US Open), avec Raymond Little en 1911 et atteint la finale en 1912.
Au tournoi de Cincinnati, Touchard a gagné le simple messieurs en 1912 (contre Richard H. Palmer) et atteint la finale en 1913 (contre William S. McEllroy).

## Palmarès (partiel)

### Titres en simple
|   | Date | Nom et lieu du tournoi            | Cat. | ($) | Surf.      | Finaliste         | Score         |
| 1 | 1912 | Cincinnati tournament, Cincinnati |      |     | Dur (ext.) | Richard H. Palmer | 6-1, 6-2, 7-5 |

### Finales de simple perdues
|   | Date | Nom et lieu du tournoi            | Cat. | ($) | Surf.      | Vainqueur           | Score |
| 1 | 1913 | Cincinnati tournament, Cincinnati |      |     | Dur (ext.) | William S. McEllroy |       |

### Titres en double
|   | Date | Nom et lieu du tournoi    | Cat.      | ($) | Surf.        | Partenaire     | Finalistes                    | Score                |          |
| 1 | 1911 | US Men's National Champ’s | G. Chelem |     | Herbe (ext.) | Raymond Little | Fred Alexander Harold Hackett | 7-5, 13-15, 6-2, 6-4 | Parcours |

### Finale en double
|   | Date | Nom et lieu du tournoi    | Cat.      | ($) | Surf.        | Vainqueurs                   | Partenaire     | Score              |          |
| 1 | 1912 | US Men's National Champ’s | G. Chelem |     | Herbe (ext.) | Maurice McLoughlin Tom Bundy | Raymond Little | 3-6, 6-2, 6-1, 7-5 | Parcours |